# Lebinto

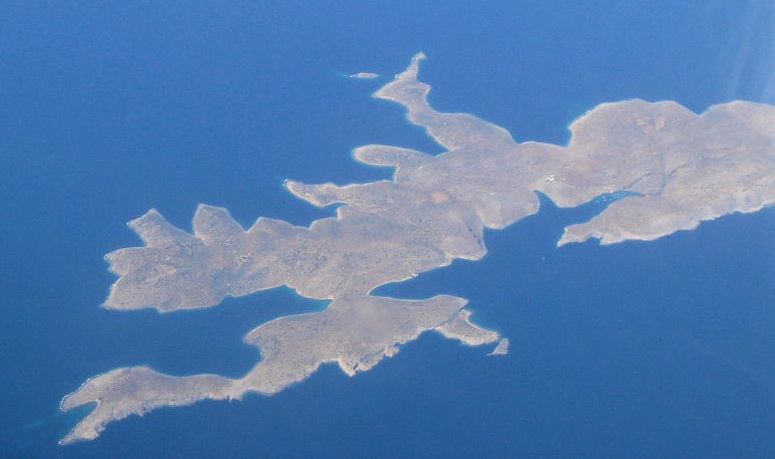
Lebinto vista do ar

Lebinto (em grego: Λέβινθος) ou Levita (em grego:  Λέβιθα) é uma pequena ilha da Grécia na parte oriental do mar Egeu, entre Cós e Paros, e que integra as ilhas do Dodecaneso. A ilha em 2009 só tinha 3 habitantes - um casal com uma criança - que levam uma forma de vida ecológica combinando o cultivo de terras com o uso de energias renováveis. a área total da ilha é 9,2 km2 e o perímetro é de 34 km.
A ilha é mencionada em dois dos trabalhos de Ovídio – A Arte de Amar (Ars Amatoria) e Metamorfoses – em conexão com a saga mítica de Dédalo e Ícaro. Durante o processo de fugir de Creta, Dédalo e Ícaro sobrevoaram várias ilhas. Uma das quais foi Lebinto. Também é referida na Geografia de Estrabão.

## História
Na Antiguidade a ilha tinha o nome de Lebinto (Λέβινθος). Identificaram-se restos de antigos edifícios que estariam aparentemente relacionados com um pequeno povoado de pescadores. Durante o período romano Lebinto, devido à sua localização remota, foi usada como lugar de exílio.